# Hierodula tenuidentata tenuidentata
Hierodula tenuidentata tenuidentata es una subespecie de mantis de la familia Mantidae.

## Distribución geográfica
Se encuentra en  la India, Nepal, Borneo, islas de la Sonda y el Turquestán.